# Flavius Constantius Gallus

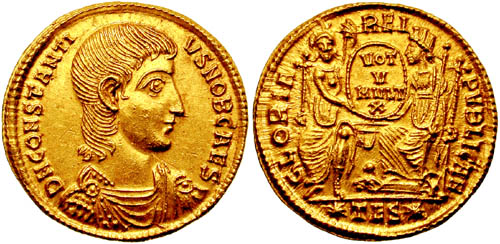
Gallus solidusa

Flavius Gallus (teljes nevén Flavius Claudius Constantius Gallus) a Constantinus-dinasztia tagja, a Római Birodalom keleti részének caesarja. 325-ben vagy 326-ban született az itáliai Massa Veternensis városban (ma Massa), 354-ben Polában kivégezték állítólagos hivatali túlkapásai miatt. Az I. Constantinus fiai által rendezett családirtást csak Flavius Iulius Constantius két fia, Gallus és Iulianus élték túl, valószínűleg azért, mert még túl fiatalok voltak a tisztogatási időszakban, illetve Gallus ifjúkorában olyan beteges volt, hogy azt gondolták, nem éri meg a felnőttkort. Constantinus egyik fia, II. Constantius később kirakathivatalba helyezte, tényleges hatalom nélkül, majd rövid időn belül perbe fogta és kivégeztette. Hasonló sors várt volna öccsére, Iulianusra is, aki azonban fellázadt légiói élén végül is megdöntötte I. Constantinus utolsó fiának uralmát.

## Élete
A Római Birodalom 4. század elején mélyreható változásokon ment keresztül. Gallus nagybátyja, I. Constantinus megszüntette Diocletianus tetrarchiáját, egy személy hatalma alatt egyesítette a birodalmat. Az új főváros alapítása nem új ötlet, a korábbi császárok is egyre ritkábban tartózkodtak Rómában, ezen kívül Konstantinápoly nagyjából egyenlő távolságra volt a veszélyeztetett határoktól, a Duna-menti germán fenyegetéshez és az Eufrátesz-menti perzsához. Constantinus halálát belső viszály és anarchikus állapotok követték.
Constantinus fiai véres tisztogatásokat rendeztek a családon belül, majd megosztoztak a birodalmon. Kiéleződtek a vallási kérdések, főleg az ariánusok és athanasianusok között. II. Constantinus és II. Constantius ariánusok, Constans viszont athanasianus volt. Constantinus és Constans között a vita már 340 körül eszkalálódott, a polgárháborút csak Constantinus egy aquileiai csetepatéban bekövetkező halála akadályozta meg.

### Gyermek- és kamaszkora
Gallus Flavius Iulius Constantius és az ő első felesége, Galla házasságából született, körülbelül 325-ben, második fiúként. Legalább egy nővére is volt, aki II. Constantius felesége lett, egy feltételezett másik nővére lehetett egy Iustus nevű férfi felesége, akinek Iustina nevű leánya a későbbi I. Valentinianus felesége lett, aki pedig I. Theodosius Galla nevű feleségének anyja. 337-ben az I. Constantinus halálát követő polgárháborús helyzetben apját II. Constantius meggyilkoltatta – attól félve, hogy Constantius Chlorus fiaként trónkövetelő lehet –, így Gallus és a jóval fiatalabb féltestvére, Iulianus árván maradt. Ugyanebben a tisztogatásban halt meg Gallus ismeretlen nevű bátyja is. Nevelőanyja, Flavia Basilina, Iulius Constantius második felesége még korábban, már 332-ben vagy 333-ban meghalt. Ezután Mardonius vette át nevelésüket, Basilina korábbi nevelője, valamint anyai unokabátyja, nicomediai Eusebius püspök.
Gallus személyleírását Ammianus Marcellinus hagyta ránk, eszerint jóvágású, kellemes arcú, férfias ifjú. Marcellinus különösen kiemelte hullámos, puha szőke haját. Vitatott, hogy hol töltötte fiatal éveit. Az egyik nézet szerint Nicomediában Iulianusszal együtt egészen 340-ig, amikor Eusebius nikomédiai püspökből konstantinápolyi püspök lett. Ekkor Eusebiust Konstantinápolyba kísérte Gallus és Iulianus is. 341-ben Eusebius meghalt, ekkor II. Constantius mindkettőjüket a cappadociai Macellumba küldte, ahol tanulmányaikat egy addig használaton kívüli császári rezidencián, szigorú felügyelet alatt folytatták. A másik változat szerint Gallus Nicomedia helyett Ephesusban tanult, majd félig-meddig száműzetésbe küldték Thrallesbe és onnan került Macellumba. A bizonytalanságokat az okozza, hogy egykorú forrás kevés van, néhány későbbi pedig a Iulianusszal szembeni elfogultság miatt legfeljebb anekdotikus értékkel bír, mint Gregorius történetei, amelyet arra hegyez ki, hogy Gallus volt a jó keresztény a vad, zabolátlan és lázadó Iulianusszal szemben.

### Uralkodóévei

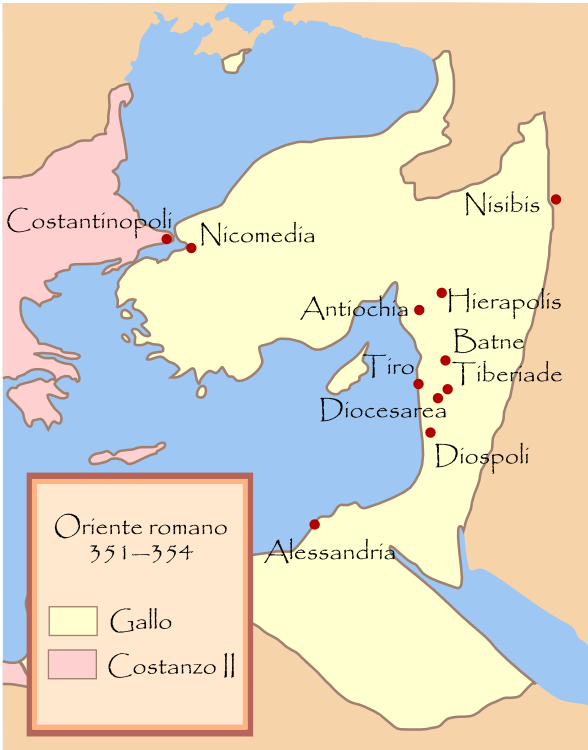
A Római Birodalom keleti területei, amelyek Gallus caesar hatásköre alá tartoztak

350-ben Gallus még alig volt 24 vagy 25 éves, amikor Magnentius lázadása során megölték Constanst. II. Constantius megindult a bitorló ellen, de ezzel szüksége lett a keleti területeken egy „helytartóra”, ezért felélesztette a tetrarchia caesari címét, és Gallust Sirmiumban caesarrá nevezte ki 351. március 15-én. A szövetség megpecsételésére feleségül adta Gallusnak húgát, Constantinát – aki bizarr módon az általa 337-ben kivégeztetett unokatestvér, Hannibalianus özvegye volt. Gallus és Constantina székhelye Antiochiában volt.
Gallusnak szinte rögtön egy iudeai lázadással kellett szembenézni, mert a zsidók Gallus személye ellen tiltakoztak. Ennek oka ismeretlen. A lázadást – amit talán még Gallus kinevezése előtt indítottak el, és éppen ez indokolhatta a caesari kinevezését – Gallus tábornoka, Ursicinus leverte és minden kézre került lázadót kivégeztetett.
Gallus megmenekült egy összeesküvési kísérlettől, mivel egy nő feltárta, hogy néhány ismerőse a meggyilkolását tervezi. Ez a momentum ismét történészi vitákra ad okot, mivel egyes források szerint, például a 12. századi Ióannész Zónarasz szerint Magnentius próbálkozott ilyen módon elterelni Contantius figyelmét magáról. Philosztorgiosz szerint ezután Gallus győztes hadjáratot indított a szászánidák ellen, mások békésnek mondják a szászánida–római viszonyt ebben az időszakban. 354-ben Gallus elküldte keleti comesét, Nebridiust Isauria ellen, aki ezután a Tigris-menti Seleucia környékén portyázott.
Valamilyen – szintén ismeretlen – okból Antiochia élelmiszer-ellátása akadozott. Ennek okaként lehetséges egy gyenge aratás is, de az is, hogy a perzsa-hadjáratra készülő seregnek kellett az ellátmány. A gabonahiány miatt az árak magasra szöktek. Ezzel a problémával sok uralkodó szembe nézett már, Diocletianusnak és Iulianusnak is okozott nehézségeket. Gallus ezt úgy próbálta kezelni, hogy első lépésben maximálta az árakat (csakúgy, mint Diocletianus és Iulianus is), amelynek hatására teljesen eltűnt a piacról a gabona, mert a maximált áron senki sem akarta eladni. Ezután törvénytelen úton – gyakorlatilag feketepiacon – vásárolt gabonát. Ezzel azonban szembement a helyi előkelőség és senatus érdekeivel, így elidegenítette magától az uralkodó osztályt, miközben a lakosság igényeit az akció nem volt képes kielégíteni, így a szegény rétegek is ellene fordultak. Ammianus Marcellinus szerint a Gallus elleni népharag kifejeződése volt a syriai consularis, Theophilus felkoncolása.
Ammianus írja azt is, hogy Gallus és Constantina számos vizsgálatot indított „mágiagyakorlás” vádjával és a vagyonos emberek esetében az ítélet általában vagyonelkobzás volt. Ugyanakkor Gallus inkognitóban az éjszakai várost járta és a járókelők véleményét kérte a saját politikájáról. Iulianus egyes írásai alapján rengeteg időt töltött a hippodromban, valószínűleg azért, hogy megszerezze a közvélemény támogatását.
Constantius a hozzá érkező nyugtalanító hírek hatására csökkentette Gallus csapatainak létszámát és elküldte a praetorianusok praefectusát, Domitianust és Montius questort Antiochiába. Domitianus feladata az volt, hogy Gallust Itáliába vigye. Az ezutáni eseményeket a különböző források különböző módokon beszélik el, de egyetértenek abban, hogy Gallust letartóztatták és a csetepatékban két tiszt életét vesztette. Montius a letartóztatás után összeesküvést „fedett fel”. Két fegyvergyári tribunus vallomása arra utalt, hogy fegyvereket rendeltek egy felkeléshez és a trónra töréshez szükséges csapatokat Mezopotámiában állomásoztatták. A per minden érintettjét a halálra ítélték, Gallus pedig a helyén maradt Antiochiában, de jelentősen megnyirbált hatáskörrel és katonai erővel.

## Végjáték

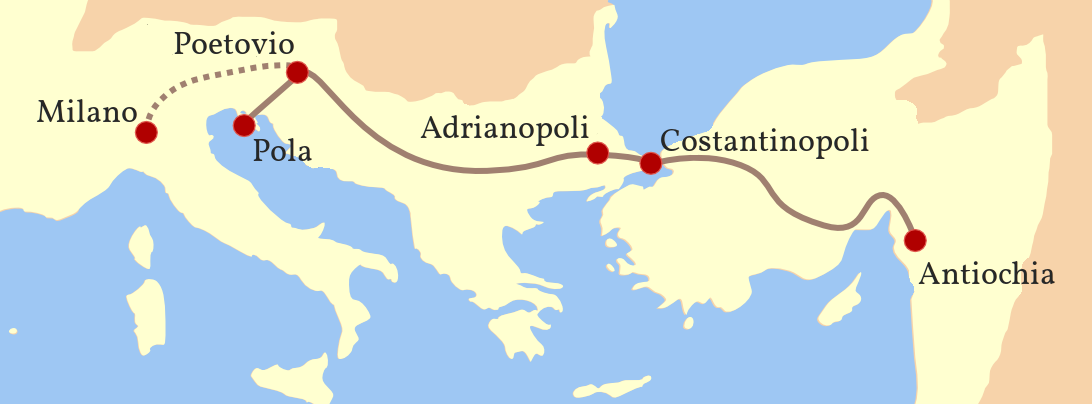
Gallus utolsó utazása

Constantiust értesítették a vizsgálatokról, miközben éppen hadjáratot vezetett az alemannok ellen. A békekötés után Constantius úgy döntött, hogy rendezi unokatestvére ügyét. Nyugatra hívatta Ursicinust, aki vélhetően az uszító szerepét játszotta Gallusnál – amennyiben valóban lázadást tervezett volna. Ezután Gallust és Constantinát Mediolanumba rendelte. Constantina egyfajta zálog volt ebben a történetben Gallus számára, hogy bátyját jobb belátásra bírja, de balszerencséjére Constantina Bithyniában meghalt. Gallus ennek hatására már nem ment el Constantiushoz, maradt Antiochiában.
Constantius megpróbálta ígéretekkel rávenni Gallust, hogy menjen el hozzá Mediolanumba, így például megüzente neki, hogy ha felkeresi őt, a nyugati augustus rangját kapja meg. Gallus komolyan vette az ígéretet és hamarosan már augustusként viselkedett Antiochiában, majd Konstantinápolyban is. Útban Mediolanum felé a fővárosi hippodromban rendezett kocsiversenyen megkoronázta a győzteseket, amely aktus csak az augustusok számára volt fenntartva. A források szerint ezen a pimaszságon dühödött fel Constantius végleg.
Amikor Gallus a noricumi Poetovióba érkezett, egy Barbatio nevű tiszt letartóztatta. Polában kihallgatták néhány magasabb rangú tisztviselő jelenlétében, majd rögtönzött bírósággá alakultak. A későbbi források szerint Gallus igyekezett minden felelősséget Constantina nyakába varrni, de halálra ítélték. Constantius a halálos ítéletet megsemmisítette, a kivégzést mégis végrehajtották, később azt állították, hogy nem kapták meg az üzenetet.

## Utójáték
361-ben II. Constantius meghalt, és Gallus testvére, Iulianus lépett trónra. Az egyik első tevékenysége a Konstantinápolyba érkezés után új bíróság felállítása volt Chalcedonban, azzal a feladattal, hogy Constantius tisztviselőinek magatartását ítéljék meg, különös tekintettel Gallus halálára. A bíróság elnöke a praetorianus praefectus Saturninius Secundus Salutius volt. Megállapították, hogy a polai bíróság elnöke, Eusebius volt Gallus haláláért felelős, mert nem vette figyelembe Constantius felmentő levelét. Eusebiust kivégezték. Apodemiót – a Konstantinápolyból induló Gallus kísérőjét – is halálra ítélték. Lucillianust, aki szintén Gallust kísérte felmentették tisztségéből és Illyricumba száműzték.

## Gallusról szóló források
- Ammianus Marcellinus
- Theophanész
- Ióannész Zónarasz
- Zószimosz

| Elődei: Magnentius és Gaiso mindketten nyugaton | Consul 352 collega: II. Constantius (kelet) Decentius, Paulus (nyugat) | Utódai: Magnentius és Decentius (nyugat) II. Constantius Gallus (kelet) |

| Elődei: Decentius és Paulus (nyugat) II. Constantius és Gallus (kelet) | Consul 353 collega: II. Constantius (kelet) Decentius, Magnentius (nyugat) | Utódai: II. Constantius és Gallus |

| Elődei: Decentius és Magnentius (nyugat) II. Constantius és Gallus (kelet) | Consul 354 collega: II. Constantius | Utódai: Saturninius Secundus Salutius és Quintus Lollianus Mavortius |